# 阿莱西娅·真纳里

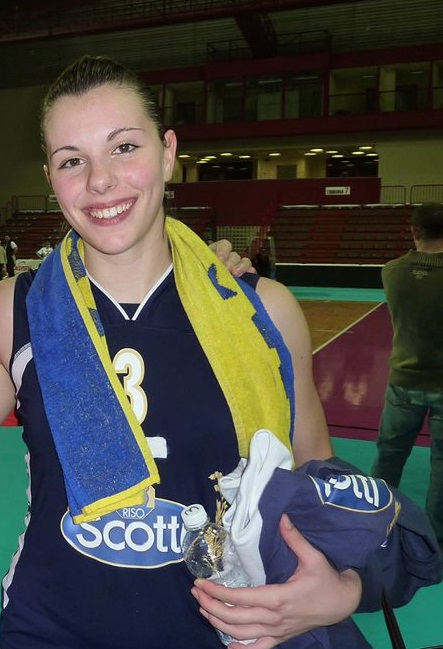
阿莱西娅·真纳里

阿莱西娅·真纳里（義大利語：Alessia Gennari，1991年11月3日—），意大利女子排球运动员。她曾代表意大利国家队参加2016年夏季奥林匹克运动会排球比赛，未能获得奖牌。